# モンカルム郡 (ミシガン州)
モンカルム郡（英: Montcalm County）は、アメリカ合衆国ミシガン州ロウアー半島の中央部に位置する郡である。2010年国勢調査での人口は63,342人であり、2000年の61,266人から3.4%増加した。郡庁所在地はスタントン市（人口1,417人）であり、同郡で人口最大の都市はグリーンビル市（人口8,481人）である。郡名はフレンチ・インディアン戦争でフランス軍を指揮したルイ＝ジョゼフ・ド・モンカルムに因んで名付けられた。

## 地理
アメリカ合衆国国勢調査局に拠れば、郡域全面積は720.98平方マイル (1,867.3 km2)であり、このうち陸地708.04平方マイル (1,833.8 km2)、水域は12.94平方マイル (33.5 km2)で水域率は1.79%である。

### 主要高規格道路
- アメリカ国道131号線
- ミシガン州道46号線
- ミシガン州道57号線
- ミシガン州道66号線
- ミシガン州道82号線
- ミシガン州道91号線

### 隣接する郡
- イサベラ郡 - 北東
- メコスタ郡 - 北
- グラティオット郡 - 東
- ニウェーゴ郡 - 西
- イオニア郡 - 南
- ケント郡 - 南西
- クリントン郡 - 南東

### 国立保護地域
- マニスティー国立の森（部分）

## 人口動態
以下は2000年国勢調査による人口統計データである。
| 基礎データ - 人口: 61,266人 - 世帯数: 22,079 世帯 - 家族数: 16,183 家族 - 人口密度: 33人/km2（86人/mi2） - 住居数: 25,900軒 - 住居密度: 14軒/km2（37軒/mi2） 人種別人口構成 - 白人: 94.83% - アフリカン・アメリカン: 2.17% - ネイティブ・アメリカン: 0.60% - アジア人: 0.26% - 太平洋諸島系: 0.05% - その他の人種: 0.64% - 混血: 1.46% - ヒスパニック・ラテン系: 2.28% 先祖による構成 - ドイツ系：22.5% - イギリス系：13.4% - アメリカ人：12.1% - アイルランド系：9.5% - オランダ系：6.0% - デンマーク系：5.7% 言語による構成 - 英語：96.4% - スペイン語：2.1% 年齢別人口構成 - 18歳未満: 27.1% - 18-24歳: 8.3% - 25-44歳: 30.2% - 45-64歳: 22.3% - 65歳以上: 12.1% - 年齢の中央値: 36歳 - 性比（女性100人あたり男性の人口） - 総人口: 105.5 - 18歳以上: 106.0 | 世帯と家族（対世帯数） - 18歳未満の子供がいる: 35.3% - 結婚・同居している夫婦: 58.8% - 未婚・離婚・死別女性が世帯主: 9.7% - 非家族世帯: 26.7% - 単身世帯: 21.9% - 65歳以上の老人1人暮らし: 9.2% - 平均構成人数 - 世帯: 2.65人 - 家族: 3.07人 収入と家計 - 収入の中央値 - 世帯: 37,218米ドル - 家族: 42,823米ドル - 性別 - 男性: 32,635米ドル - 女性: 23,645米ドル - 人口1人あたり収入: 16,183米ドル - 貧困線以下 - 対人口: 10.9% - 対家族数: 7.4% - 18歳未満: 14.0% - 65歳以上: 8.7% |

## 郡政府
郡政府は郡監獄の運営、地方道の維持、地方裁判所の運営、権利譲渡と抵当権設定記録など重要記録の維持、公衆衛生規制の管理、福祉など社会サービスの項目で州の施策への参加を行う。郡政委員会は予算を管理するが、法や条例を作るのは限定付き権限である。ミシガン州では、警察と消防、建設と区画割、税評価、街路維持など地方政府の大半機能は個々の都市と郡区の責任である。

## 郡区
モンカルム郡は下記20の郡区に分割されている。

| - ベルビディア - ブルーマー - ブッシュネル - ケイトー - クリスタル | - デイ - ダグラス - ユーレカ - エバーグリーン - フェアプレーン | - フェリス - ホーム - メイプルバレー - モンカルム - ピアソン | - パイン - レイノルズ - リッチランド - シドニー - ウィンフィールド |

## 都市と町
| 都市 - スタントン - 郡庁所在地 - グリーンビル - カーソンシティ | 村 - エドモア - ハワードシティ - レイクビュー - マクブライド - ピアソン - シェリダン | 未編入の町 - コーラル - トラファント - ベスタバーグ |